# 조선인민군 륙군
조선인민군 륙군(朝鮮人民軍 陸軍, 표준어: 조선인민군 육군, 영어: Korean People's Army Ground Force, KPAGF)은 조선민주주의인민공화국의 육군이다.

## 역사

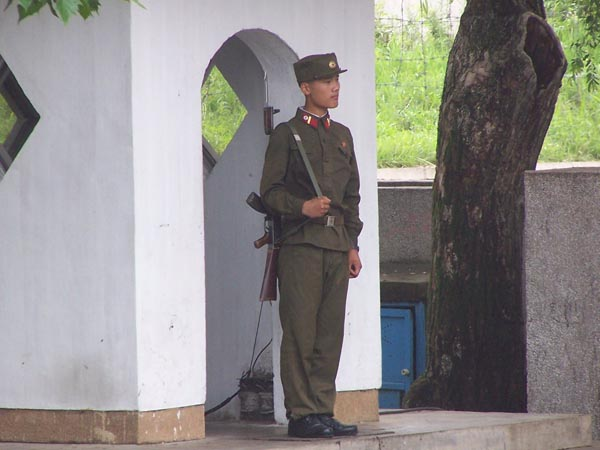
2005년에 촬영된 조선인민군의 병사

1947년 7월에 소련군으로부터 38선의 경비를 인수하기 위하여 38선 경비대를 창설하였다. 이를 그후 보안여단으로 개편하였다가 1949년 5월에 들어서면서 다시 이를 모체로 하여 제1, 제3, 제7의 3개 경비여단으로 증편하였다. 1996년 함경북도 청진시 라남지구에 있던 제6군단이 쿠데타 실패로 인해 제9군단으로 개편되었다.
2017년 4월 15일, 제11군단은 제5번째 독립군종인 특수작전군으로 독립되었다.

## 조직

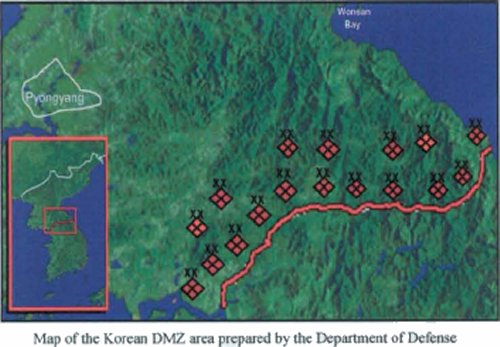
조선인민군 륙군의 배치 현황

조선인민군의 군사 조직에서 호위사령부와 보위사령부를 제외한 지상군과 해군사령부, 공군사령부는 총참모국의 지휘를 맡는다. 경보교도지도국은 폭풍군단으로도 알려진 제11군단으로 개편되었다는 설이 안보에 관련된 세미나와 탈북자의 증언으로 알려져 있었으며 국방백서 2010에 명기되었다.
총 107만 여명의 병력 규모로 9개의 전·후방군단, 2개의 기계화군단, 평양방어사령부, 국경경비사령부, 경보지도국의 총 15개의군단급 부대로 구성되어 있다. 군단이하의 제대는 86개의사단과 59개의 기동여단, 10개의 교도여단으로 편성되어 있다.

### 고위사령부
- 인민보안부 - 평양 주변
- 국경경비사령부
- 평양경비사령부 - 평양직할시
- 평양방어사령부/91훈련소 - 평양직할시 삼석구역

### 군단
- 제1군단 - 강원도 회양군
- 제2군단 - 황해북도 평산군
- 제3군단 - 남포특별시
- 제4군단 - 황해남도 해주시
- 제5군단 - 강원도 평강군
- 제7군단 - 함경남도 함흥시
- 제8군단 - 평안북도 염주군
- 제9군단 - 함경북도 청진시
- 제10군단 - 량강도 혜산시
- 제11군단 - 평안남도 덕천시
- 제12군단 - 황해북도 사리원시
- 제620포병군단 - 황해북도 신계군
- 제820전차군단/제820훈련소 - 황해북도 사리원시

### 사단
- 제1사단 - 강원도 고성군
- 제2사단
- 제3사단
- 제4사단
- 제5사단
- 제6사단 - 개성특별시 개풍군 해선리 답동
- 제8사단
- 제10사단
- 제12사단 - 강원도 안변군
- 제13사단
- 제20사단
- 제21사단
- 제24사단
- 제25사단
- 제26사단 - 배천군 화산리
- 제28사단
- 제31사단
- 제46사단
- 제33사단
- 제41사단
- 제42사단
- 제45사단
- 제105전차사단 - 황해북도 곡산군
- 제108기계화사단/제108훈련소 - 강원도 원산시
- 제425기계화사단/제425훈련소 - 평안북도 정주시
- 제806기계화사단 - 강원도 회양군
- 제815기계화사단/제815훈련소 - 황해남도 사리원시

## 장비
전차 4,100여 대, 장갑차 2,100여 대, 야포 8,500여 문, 방사포(다연장 로켓) 5,100여 문, 도하장비(K-61 / S형 부교) 3,000여 대를 보유하고 있다.

### 기갑
- 3세대 전차

- M-2020 전차

- 2세대 전차

- T-62
- 천마호 : 1,000대
- 기타 전차 수 미상(T-72 계열, T-??계열 등등 전차들을 비공식적 방법으로 소수 도입 추정)
- 폭풍호
- 선군호

- 1세대 전차

- T-54A (구소련 제 원형과 별 차이가 없고 14.5mm 대공기관총과 SA-14/16 대공미사일(화승총)을 장착)
- T-55A 전차 1,600대 (T-54 전차를 개량한 전차로 주로 화생방전 능력 보강)
- Type 59 전차 175대
- T-34 전차 250대
- SU-100 구축 전차 수 미상 (예비군용)
- 기타 전차 수 미상(M-4셔먼계열/M-48계열전차들을 소수 도입 추정)

- 경전차

- BT-5/7 수 미상 (훈련용)
- PT-76 경전차 550대
- PT-85/M1981 신흥 100대
- AMX 13 경전차 (노획전차 연구용으로 사용)
- 기타 경전차 수 미상

- 병력 운반 전차(APC) & 보병 전투 전차(IFV)

- BMP-1 & BMP-2 IFV (소련제) 230대
- VTT-323 APC/M1973 신흥 (YW-531 승리호) 3,200대
- M2009 Chunma-D 준마호 (신흥호 PT-85 차체 이용 개조함.)
- Type 63 500대
- BTR-80A APC (소련제) 35대
- M2010 8x8 APC (국내 생산 BTR-80)
- M2010 6x6 APC (국내 생산 BTR-80)
- BTR-60 APC (소련제) 300대
- BTR-50P 수 미상
- BTR-40 (인민보안부 산하 기동타격대, 각 도, 소 보안부 기동타격대 오토바이와 함께 2~3대씩 공급됨)
- Type 55 차륜형 APC 수 미상
- BTR-152 차륜형 APC 수 미상
- M-1992 차륜형 APC 수 미상
- BA-64 차륜형 APC 수 미상
- 기타 APC 수 미상

### 포병
- 견인 곡사포 (Artillery ; howitzer) & 자주포 (Self-Propelled Artillery)

- ZIS-3/M-1942 76.2mm 평사포
- D-44 85mm 야포 (8명 운용, 대전차포 용도로 BR-367P HVAP-T(고속철갑탄)을 사용하면 1,000m에서 180mm의 장갑관통력이 있다. 또한 일반 야포로서 최대 15Km 사정거리)
- M-30/M-1938 122mm 야포
- M-31/M-1937 (A-19) 122 mm 야포
- D-74 122mm 야포
- M46 130mm 야포
- M-10/M-1938 152mm 야포
- M-1985(D-20/M-55/M-81/Type66) 152mm 야포
- M-19?? 170mm 야포
- 기타 견인포수 미상
- M1974 152mm 자주포
- M1991 152mm 자주포 (밀폐형 포탑)
- M1978 국산 170mm 자주포 (구형 곡산 자행포)
- M1989 국산 170mm 자주포 (신형 곡산 자행포)
- M1975 130mm 자주포
- M1992 130mm 자주포 (밀폐형 포탑)
- M1981 122mm 자주포
- M1991 122mm 자주포
- M1992 120mm 자주포
- M1985 152mm 자주포
- 기타 자주포 수 미상

- 다연장 로켓 (MRL, Multiple Rocket Launcher)

- BM-13 카츄사 로켓 (132mm 로켓탄 최대 사정거리 약 12Km 정도, 2선급 장비 추정, 이동식 트레일러에 설치됨, 간이 트레일러에 장착한 BM-13은 1회용으로 사용할 것으로 보임) (전쟁 박물관 에 있음)
- T-63RPU Type 63 107 mm MRL (보병연대 편제장비, 소속된 부대에 따라 각각 트럭탑재형, 차륜형 장갑차 탑재형, VTT-323 차체 탑재형, 사정거리 8Km, 4000대)
- BM-11 122 mm MRL 500대 (중국제 Jiefang CA-30 트럭탑재, 트레일러에 설치됨)
- M1985 122mm MRL (일본 이수즈 트럭 탑재)
- M1993 122mm MRL (체코 타트락 트럭 탑재)
- VTT-323 차체 탑재형 122mm MRL
- 간이 트레일러 탑재형 122mm MRL (노동적위대 소속, 값싼 1회용)
- BMD 20 MRL
- M1985 240mm MRL 100대
- M1991 240mm MRL 430대 (루마니아 로만 트럭 탑재형, 일본 닛산 디젤 트럭 탑재형의 전기형과 후기형(캐빈 뒤쪽 승무원 탑승공간의 차이로 발사관의 수납에 차이가 있다.)
- BM-24 240mm MRL 200대 (구 소련제 원형)
- KN-09 300mm MRL (MAN 트럭 탑재, 사정거리 200여Km 추정)
- 기타 방사포 수 미상(차량이 부족하면 트랙터도 사용함)

### 기타
- 견인 대공포(AAM) & 자주 대공포(self-propelled anti-aircraft weapon)

- ZPU 14.5mm 고사 기관총 (구 소련, 중국제 58식)
- Zu-23 23mm 견인 대공포
- M-1939 37mm 견인 대공포
- M-1993 37mm 견인 대공포 (중국 55식)
- 2연장 S-68 57mm 자동 기관포
- S-60 57mm 견인 대공포 (중국 59식)
- M-1939 85mm 견인 대공포 (구 소련 KS-12/KS-18)
- KS-19 100mm 견인 대공포 (구 소련)
- 59식 100mm 견인 대공포 (중국제)
- ZSU-23-4 Shilka 23mm 자주 대공포 100대(구 소련)
- M-1983 23mm 자주 대공포
- M-1992 30mm 자주 대공포
- M-1985 37mm 자주 대공포
- M-1992 37mm 자주 대공포
- ZSU-57-2연장 57mm 자주 대공포 (M-1985) 250대

- 대전차 화기

- RPG-7 PG-7VR Tandem HEAT(105mm, 관통력750mm후ERA, 4.5kg)
- PRO-A Shmel 열압력로켓 (대량생산하여 배치, 직경 93mm, 길이 920mm, 중량 12Kg, 유효사거리 350~400m, 120mm~152mm 탄두 위력, 400m에서 IFV살상률 80%, 폭발온도 800도 이상, 폭발압력 0.4~0.7Kg/입탕센터민터9개활지), 4~7Kg/입방센터민터(밀폐공간))
- AT-3A/B Sagger (수성포, 사정거리 500~3000m, 명중률70%(이동표적), 관통력400mm)
- AT-3C Sagger (수성포, 사정거리 500~3000m, 명중률90%(이동표적), 관통력520mm)
- AT-4B Factoria (9K111 Fagot) (사정거리 2.5Km, 관통력 550mm)
- AT-5 Spandrel (9K135 Konkurs) (사정거리 75~4000m, 명중률90%, 관통력650mm)
- AT-14 Sprigan (9M113 Kornet) (100~5500m, CEP 5m, 관통력1200-1300mm후ERA)

- 무인 항공기

- MQM-107D 스트리커 (개조형, 무인공격기)
- 방현 1/2 무인 정찰기 250대 (포병 관측용)
- VR-3레이
- 프라체-1T
- 중국제 UV-10계열
- 중국제 SKY-09계열
- 기타 무인기 수 미상

- 지대공 미사일

- 9K34 Strela/화살-3 (사정거리 4.1Km)
- 9K38 바늘(사정거리 5Km, 15,000기 이상 추정)
- SA-13 단거리 대공미사일 시스템

## 같이 보기
- 조선인민군 항공 및 반항공군
- 조선인민군 해군
- 조선인민군 전략군